# Halowe Mistrzostwa Finlandii w Lekkoatletyce 2012
Halowe Mistrzostwa Finlandii w Lekkoatletyce 2012 – halowe zawody lekkoatletyczne, które odbyły się 18 i 19 lutego w Tampere.
Zawody rozegrano na bieżni o obwodzie 300 metrów.

## Rezultaty

### Mężczyźni
| Konkurencja:              | 1. miejsce                                                                    | Rezultat | 2. miejsce                                                           | Rezultat | 3. miejsce                                                                   | Rezultat |
| Bieg na 60 m              | Visa Hongisto                                                                 | 6,79     | Ville Myllymäki                                                      | 6,80     | Olli Rantanen                                                                | 6,83     |
| Bieg na 200 m             | Jonathan Åstrand                                                              | 20,97    | Visa Hongisto                                                        | 21,38    | Petteri Monni                                                                | 22,20    |
| Bieg na 400 m             | Ville Lampinen                                                                | 48,98    | Petteri Monni                                                        | 49,05    | Erik Back                                                                    | 49,31    |
| Bieg na 800 m             | Tommi Sundell                                                                 | 1:53,47  | Tuomo Salonen                                                        | 1:53,56  | Rami Oravakangas                                                             | 1:53,86  |
| Bieg na 1500 m            | Tommi Sundell                                                                 | 3:52,47  | Tuomo Salonen                                                        | 3:53,97  | Aki Nummela                                                                  | 3:54,42  |
| Bieg na 3000 m            | Jarkko Hamberg                                                                | 8:17,35  | Aki Nummela                                                          | 8:18,23  | Joonas Harjamäki                                                             | 8:19,78  |
| Bieg na 60 m przez płotki | Juha Sonck                                                                    | 7,86     | Jaakko Malmivirta                                                    | 7,92     | Jussi Kanervo                                                                | 7,94     |
| Sztafeta 4 x 300 m        | Helsingfors Ifk 1 Jussi Kanervo Gustav Klingstedt Don-Zheni Ekoebve Erik Back | 2:20,58  | Esbo If 1 Oki Vuonoranta Eetu Kansanaho Robert Rotkirch Tobias Öhman | 2:24,16  | Tampereen Pyrintö 1 Juha Virkkunen Valtteri Toimela Kalle Ikonen Mikko Laiho | 2:44,92  |
| Chód na 5000 m            | Aku Partanen                                                                  | 19:30,43 | Eemeli Kiiski                                                        | 21:10,69 | Aleksi Ojala                                                                 | 21:22,95 |
| Skok wzwyż                | Jussi Viita                                                                   | 2,17     | Mauri Kaattari Joonas Jokivartio                                     | 2,06     |                                                                              |          |
| Skok o tyczce             | Eemeli Salomäki                                                               | 5,45     | Matti Mononen                                                        | 5,35     | Olli Rannikko                                                                | 5,25     |
| Skok w dal                | Eero Haapala                                                                  | 7,73     | Tommi Evilä                                                          | 7,61     | Otto Kilpi                                                                   | 7,61     |
| Trójskok                  | Aleksi Tammentie                                                              | 15,66    | Ville Mylläri                                                        | 15,46    | Kristian Pulli                                                               | 15,26    |
| Pchnięcie kulą            | Tomas Söderlund                                                               | 18,29    | Henri Pakisjärvi                                                     | 18,26    | Mika Lönnblad                                                                | 17,17    |

### Kobiety
| Konkurencja:              | 1. miejsce                                                                 | Rezultat | 2. miejsce                                                                           | Rezultat | 3. miejsce                                                                 | Rezultat |
| Bieg na 60 m              | Hanna-Maari Latvala                                                        | 7,44     | Maria Räsänen                                                                        | 7,53     | Minna Laukka                                                               | 7,63     |
| Bieg na 200 m             | Minna Laukka                                                               | 24,07    | Hanna-Maari Latvala                                                                  | 24,19    | Anna Hämäläinen                                                            | 24,32    |
| Bieg na 400 m             | Ella Räsänen                                                               | 54,71    | Noora Toivo                                                                          | 56,24    | Anniina Laitinen                                                           | 56,29    |
| Bieg na 800 m             | Kaisa Tyni                                                                 | 2:09,42  | Suvi Selvenius                                                                       | 2:09,47  | Heidi Pappila                                                              | 2:10,28  |
| Bieg na 1500 m            | Karin Storbacka                                                            | 4:19,75  | Kaisa Tyni                                                                           | 4:20,56  | Heidi Eriksson                                                             | 4:21,47  |
| Bieg na 3000 m            | Sandra Eriksson                                                            | 9:06,75  | Johanna Lehtinen                                                                     | 9:13,67  | Oona Kettunen                                                              | 9:29,46  |
| Bieg na 60 m przez płotki | Nooralotta Neziri                                                          | 8,29     | Elisa Leinonen                                                                       | 8,32     | Matilda Bogdanoff                                                          | 8,40     |
| Sztafeta 4 x 300 m        | Tampereen Pyrintö 1 Lotta Harala Eliisa Räsänen Ella Räsänen Reetta Hurske | 2:40,51  | Helsingin Kisa-Veikot 1 Nea Pronin Suvi Selvenius Laura Kolehmainen Anniina Laitinen | 2:41,55  | If Nykarlebynejden 1 Anna Julin Simone Wiklund Jonna Julin Jonna Skrifvars | 2:44,92  |
| Chód na 3000 m            | Anne Halkivaha                                                             | 13:0,18  | Henrika Parviainen                                                                   | 13:41,22 | Erika Parviainen                                                           | 13:42,61 |
| Skok wzwyż                | Eleriin Haas                                                               | 1,83     | Laura Rautanen                                                                       | 1,81     | Elina Smolander                                                            | 1,79     |
| Skok o tyczce             | Minna Nikkanen                                                             | 4,25     | Eeva Niemelä                                                                         | 3,90     | Enna Hassinen                                                              | 3,80     |
| Skok w dal                | Elina Torro                                                                | 6,07     | Miia Kurppa                                                                          | 6,03     | Noora Pesola                                                               | 5,88     |
| Trójskok                  | Kristiina Mäkelä                                                           | 13,20    | Essi Lindgren                                                                        | 12,83    | Niina Kelo                                                                 | 12,74    |
| Pchnięcie kulą            | Katri Hirvonen                                                             | 15,05    | Niina Kelo                                                                           | 14,27    | Minna-Marjatta Liimatainen                                                 | 14,17    |